# Antoine Faivre
Pour les articles homonymes, voir Faivre.
Antoine Faivre, né le 5 juin 1934 à Reims et mort le 19 décembre 2021 à Paris, est un historien français de l'ésotérisme.
Il a été directeur d'études émérite de l'École pratique des hautes études (EPHE).

## Biographie
Docteur ès sciences religieuses (1965) et ès études germaniques (1969), Antoine Faivre est le premier à avoir constitué la chaire d'« Histoire de l’ésotérisme occidental » comme spécialité spécifique au sein de la discipline académique « Histoire des religions » à l'École pratique des hautes études, la première de ce type en Europe. Deux autres chaires se sont constituées plus tard aux universités d'Amsterdam (Wouter Jacobus Hanegraaff) et d'Exeter en Angleterre (Nicholas Goodrick-Clarke).
Antoine Faivre a publié de nombreux livres depuis 1962 sur l'ésotérisme et la philosophie naturelle. Il passe pour être le chercheur de la fin du XXe siècle qui a contribué de façon décisive à l'établissement de cette branche de recherche. Il a dirigé plusieurs revues telles Les Cahiers de Saint-Martin, les Cahiers de l'Hermétisme, Aries. Association pour la Recherche et l’Information sur l’Ésotérisme et une nouvelle série en anglais Aries. Journal for the Study of Western Esotericism. Il est membre du comité scientifique de Politica Hermetica, et membre du conseil consultatif scientifique de la revue Suevica.
Il est le directeur pour la France du Centre pour l'étude des nouvelles religions (CESNUR).
Franc-maçon, il est membre de la Grande Loge nationale française et de la loge de recherche Quatuor Coronati de Bayreuth. Martiniste, il  a été vice-président en 1972, puis président en 1973 de la Société des Amis de Saint-Martin. De 2019 à son décès il a été président d'honneur de la Société d'études de Louis-Claude de Saint-Martin.

## Littérature
Manuela Maddamma, qui a étudié à Paris l'histoire de l'ésotérisme, s'est inspirée de lui pour le personnage du professeur Faiville dans le roman noir historico-ésotérique Lascia che guardi.

## Publications
- Les vampires. Essai historique, critique et littéraire, Paris, Le Terrain vague, 1962
- Kirchberger et l’Illuminisme du XVIIIe siècle, collection « Archives Internationales d’Histoire des Idées », La Haye, Nijhoff, 1966
- Eckartshausen et la théosophie chrétienne, Paris, Klincksieck, 1969 (réédition avec une préface de Jean-Marc Vivenza, Hyères, La Pierre Philosophale, 2016)
- L’ésotérisme au XVIIIe siècle en France et en Allemagne, La Table d’Émeraude, Seghers, 1973
- Mystiques, théosophes et illuminés au siècle des lumières, Hildesheim, Olms, 1976
- Toison d'or et alchimie, Milan, Archè, 1990. Traduction anglaise (texte très augmenté) : Golden Fleece and Alchemy, Albany, State University of New York Press, 1993, reprint 1995.
- Philosophie de la nature (physique sacrée et théosophie, XVIIIe – XIXe siècles), Paris, Albin Michel, 1996 (Prix de philosophie Louis Liard, de l'Académie des Sciences morales et politiques). Édition italienne en cours.
- (en-US) The Eternal Hermes. From Greek God to Alchemical Magus, Grand Rapids, Phanes Press, 1996. Édition italienne : I volti di Ermete, Rome, Atanor, 2001.
- Accès de l'ésotérisme occidental, Paris, Gallimard (« Bibliothèque des sciences humaines »), vol. I, 1986, 2e éd., 1996, et vol. II, 1996. Traduction anglaise du vol. I : Access to Western Esotericism, Albany, State University of New York Press, 1994, et du vol. II : Theosophy, Imagination, Tradition. Studies in Western Esotericism, Albany, State University of New York Press, 2000.
- L'ésotérisme, Paris, PUF, coll. « Que sais-je ? », 2007, 4e édition, revue et corrigée, 2003. Traduit en sept langues[6].
- De Londres à Saint-Pétersbourg. Carl Friedrich Tieman (1743-1802) aux carrefours des courants illuministes et maçonniques, Milan, Archè, 2018